# Weymouth Wales FC
Weymouth Wales FC – barbadoski klub piłkarski, mający siedzibę w stolicy kraju Bridgetown.

## Historia
Chronologia nazw:
- 1960: New South Wales FC
- 1973: Pan-Am Wales FC
- 1978: Weymouth Wales FC

Klub Piłkarski New South Wales FC został założony w mieście Bridgetown 16 grudnia 1960 roku. Najpierw występował w turniejach lokalnych. W sezonie 1962 startował w rozgrywkach Barbados Premier League i zdobył swój pierwszy tytuł mistrzowski. W 1973 zmienił nazwę na Pan-Am Wales FC. W 1978 przyjął obecną nazwę Weymouth Wales FC.

## Sukcesy

### Trofea krajowe
| \| \| Zdobyte trofea w rozgrywkach Barbadosu (stan na: 9-9-2024) \| |                                                            |      | |
| Rozgrywki                                                           | Osiągnięcie                                                | Razy | Sezon(y) |
| Mistrzostwo                                                         | I miejsce                                                  | 20   | 1962, 1964, 1967, 1969, 1970, 1971, 1972, 1973, 1974, 1975, 1976, 1978, 1981, 1984, 1986, 2012, 2017, 2018, 2023, 2024 |
| Mistrzostwo                                                         | II miejsce                                                 | 0    | |
| Mistrzostwo                                                         | III miejsce                                                | 0    | |
| Puchar                                                              | zdobywca                                                   | 11   | 1967, 1969, 1970, 1972, 1975, 1984, 1987, 2011, 2014, 2016, 2017                                                       |
| Puchar                                                              | finalista                                                  | 0    | |
| Barbados                                                            | Zdobyte trofea w rozgrywkach Barbadosu (stan na: 9-9-2024) |      | |

## Stadion
Klub rozgrywa swoje mecze domowe na stadionie Wildey Astro Turf w Bridgetown, który może pomieścić 1,000 widzów.